# Lar Park-Lincoln
Lar Park-Lincoln, née Laurie Jill Park le 12 mai 1961 à Dallas (Texas) et morte le 22 avril 2025,, est une actrice américaine, surtout connue pour ses rôles dans les films House 2 (1987) et Vendredi 13 - chapitre VII (1988).

## Biographie
Née à Dallas, au Texas, elle a fait ses débuts d’actrice en 1985 dans le téléfilm Children of the Night et en 1987, elle a joué le rôle principal dans la comédie indépendante The Princess Academy. Toujours en 1987, elle est apparue dans la comédie d’horreur House 2. L’année suivante, elle interprète le rôle principal de Tina Shepard dans le film d’horreur Vendredi 13 - chapitre VII. Parallèlement, elle a également joué dans des séries télévisées telles que Rick Hunter, Les Routes du paradis et Freddy, le cauchemar de vos nuits. De 1987 à 1991, elle tient également un rôle récurrent dans la série Côte Ouest, interprétant le personnage de Linda Fairgate. 
En 2021, elle joue son propre rôle dans le slasher 13 Fanboy, où un maniaque, fan des films Vendredi 13, traque les acteurs de la saga horrifique. 

## Filmographie

### Cinéma
- 1987 : The Princess Academy : Cindy Cathcart
- 1987 : House 2 : Kate
- 1988 : Vendredi 13 - chapitre VII : Tina Shepard
- 1990 : Fatal Charm: Sandy
- 2009 : From the Dark : Gail Miller
- 2009 : Gravestoned : Monica
- 2011 : The Dancer : Janie
- 2012 : Hallow Pointe : Elizabeth Parker
- 2019 : Harvest : Un médecin
- 2020 : Sky Sharks : Sidney Scott
- 2020 :  Expulsion : Shara Fanning
- 2021 : Rose Blood - A Friday the 13th Fan Film : Tina Shepard
- 2021 : 13 Fanboy : Lar Park-Lincoln
- 2021 : Autumn Road : Kennedy
- 2022 : Ghost Party : Victoria
- 2025 : Young Bolsheviks : Victoria
- 2025 : Bad B*tch  : Rowena
- 2025 : House of Dolls 2

### Télévision
- 1985 : Children of the Night (téléfilm) : Valérie
- 1987 : Rick Hunter (série télévisée, 1 épisode) : Angela Holly Hobarts
- 1987 : Outlaws (série télévisée, 1 épisode)
- 1987 : Ohara (série télévisée, 1 épisode) : Cindy
- 1987 : Les Routes du paradis (série télévisée, 1 épisode) : Denise Kelly
- 1987-1991 : Côte Ouest (série télévisée, 48 épisodes) : Linda Fairgate
- 1988 : Freddy, le cauchemar de vos nuits (série télévisée, 1 épisode) : Karyn
- 1989 : L'Enfer du devoir (série télévisée, 1 épisode) : Abigail Curtis
- 1992 : Arabesque (série télévisée, 1 épisode) : Caroline Pryce
- 1995 : Space 2063 (série télévisée, 1 épisode) : Bowman
- 1995 : Beverly Hills 90210 (série télévisée, 1 épisode) : Tammy Kane
- 2005 : City of Justice (série télévisée, 2 épisodes) : Susan Foley
- 2007 : Inspector Mom: Kidnapped in Ten Easy Steps (téléfilm) : Regina Von Hoffman